# Jan Koch (Musiker)

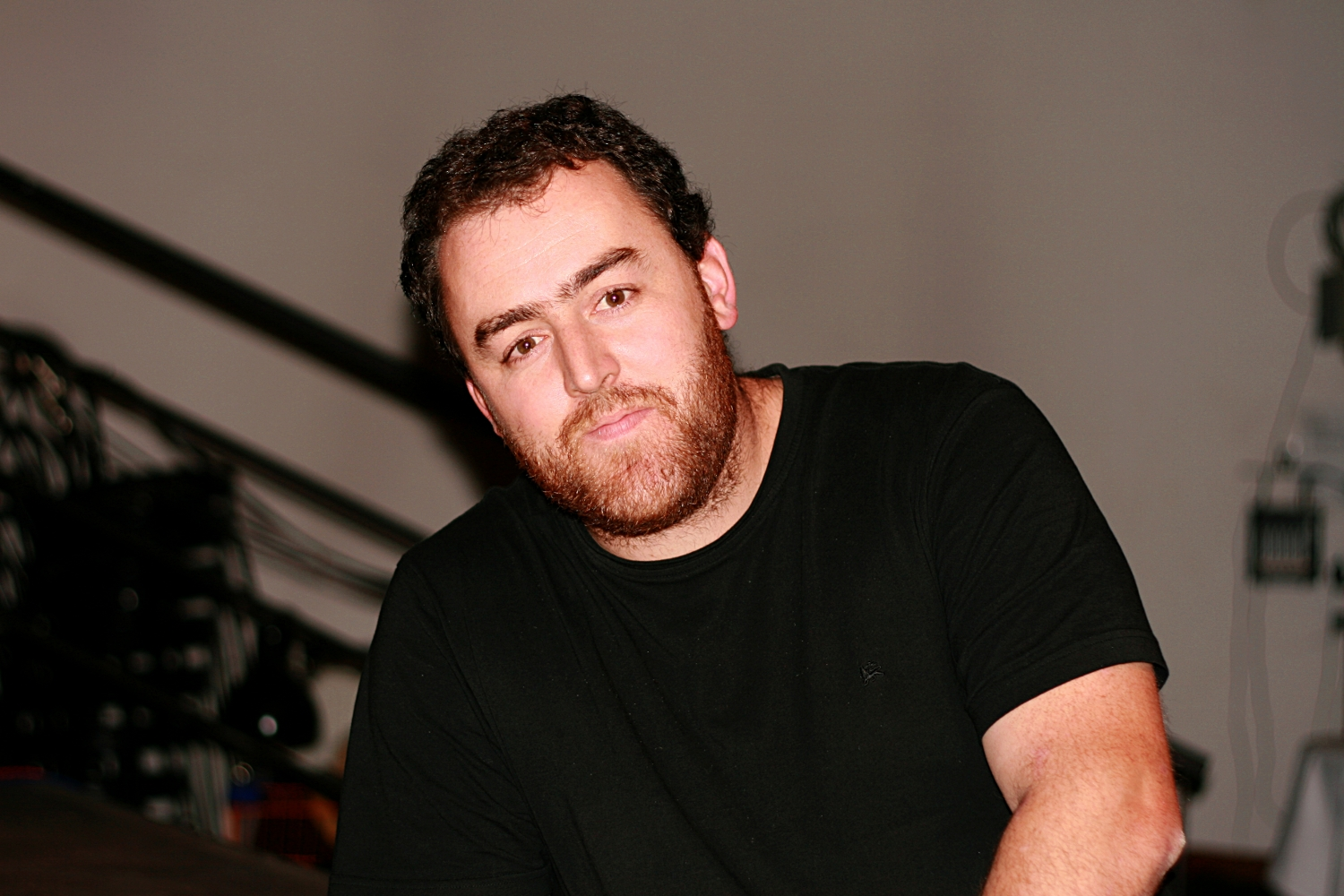
Jan Koch bei den Brauseboys (2012)

Jan Koch  (* 30. April 1980 in Tübingen) ist ein deutscher Singer-Songwriter.

## Leben
Nach einem Studium der Germanistik, Anglistik und Europäischen Ethnologie zog er Ende 2005 nach Berlin und entschloss sich Liedermacher zu werden. Seine Alben veröffentlicht er auf dem Berliner Label Reptiphon. Seine Musik wird geprägt von melancholisch-ironischen Texten, die er mit Gitarre begleitet. Bekannt wurde er durch Auftritte im Rahmen von Lesebühnen und Poetry Slams. So konnte er im Jahr 2008 auch den ersten Platz beim Singer Slam des Hamburger Schauspielhauses erringen.
Er lebt in Stechlin in Brandenburg.

## Diskografie
- 2006: Ewiger Mai (Album; Reptiphon)
- 2007: Schall & Rauch (Album; Reptiphon)
- 2007: Matt in drei Zügen (Triple-EP: Der Langzeitstudent, Der Komparse und Letzter Zug; Reptiphon)
- 2010: Im falschen Café (Album; Reptiphon)
- 2015: Später Besuch (Album; Reptiphon)